# Mikheil Bekauri
Mikheil Bekauri (georgisch მიხეილ ბექაური; * 28. Mai 1992) ist ein georgischer Biathlet.
Mikheil Bekauri gab sein internationales Debüt bei einem Sprintrennen in der Saison 2009/10 im Rahmen des IBU-Cups in Obertilliach, wo er mit einem Rückstand von mehr als 17 Minuten als 155. und damit Vorletzter ins Ziel kam. In den nächsten Jahren nahm er sporadisch immer wieder an Rennen des IBU-Cups teil, bestes Ergebnis ist bislang ein 120. Rang, erreicht 2013 in Beitostølen. Erste internationale Meisterschaft wurden die Sommerbiathlon-Weltmeisterschaften 2014 in Tjumen. Bekauri wurde 46. des Sprints und ging danach trotz Qualifikation nicht mehr an den Start für das Verfolgungsrennen. Er war damit nach Giorgi Avakyan und Giorgi Gogoladse, die beide bei Bogenbiathlon-Weltmeisterschaften antraten, erst der dritte georgische Biathlet und zugleich der erste, der bei einer Sommerbiathlon-Weltmeisterschaft startete, der an einer internationalen Meisterschaft teilnahm.